# Хресне знамення (фільм, 1932)
«Хресне знамення» (англ. The Sign of the Cross) — американська історична драма режисера Сесіля Блаунта Де Мілля 1932 року. Стрічку зфільмовано у Фресно, штат Каліфорнія.

## Синопсис
У цьому фільмі представлено життя античного Риму. В 64 р. н. е. імператор Нерон вирішив покласти відповідальність за пожежу в місті на християн.
Префект Марк захоплений милою дівчиною-християнкою, Мерсією. Коли імператриця Поппея розуміє, що її види на Марка зустрічають перешкоду, вона вирішує з Нероном вбити всіх християн.

## У ролях
- Фредрік Марч — Маркус
- Елісса Ланді — Мерсія
- Клодетт Колбер — Поппея
- Чарльз Лотон — Нерон
- Ян Кейт — Тігеллін
- Артур Гол — Тітус
- Гаррі Бересфорд — Фавіус
- Том Конлон — Стефан
- Фердінанд Ґоттшалк — Глабріо
- Вівіан Тобін — Дація
- Джон Керрадайн — християнський мученик / гладіатор

## Цікаві факти
- Спочатку фільм мав 124 хвилини, але після набрання чинності кодексу Гейза, деякі сцени, на думку комісії найбільш «розпусні», такі як купання імператриці у мармурової ванні (на сьогоднішній день цілком безневинна сцена) були вирізані.